# Erannis brunneo-albata
Erannis brunneo-albata là một loài bướm đêm trong họ Geometridae.